# René Ricard (handball)
Pour les articles homonymes, voir Ricard (homonymie).
René Ricard, né le 14 août 1912 au hameau de La Bessède à Lacaze (France) et mort le 26 janvier 1999 à Sarlat-la-Canéda, est un dirigeant français de sport et plus particulièrement de handball dont il est un des précurseurs en France.

## Biographie
Diplômé de l'École normale d'éducation physique, il est d'abord professeur d'éducation physique et sportive. En 1938, il prend la direction technique du grand club omnisports féminin du Fémina Sports (2 000 sociétaires). Démobilisé en 1940, il anime à nouveau le Femina Sports où il ajoute aux neuf sections celle de handball à onze. En 1940, il crée la section de handball à onze du club omnisports du Paris Université Club et la préside jusqu'en 1942, année où le club est vainqueur du Championnat de France à onze (zone nord) tant chez les hommes que chez les femmes avant que les activités de la section soient rendues plus difficiles à cause de la mise à l'écart de René Ricard par le régime de Vichy. Plus tard, il laissera son nom au trophée du championnat de France de 1re division masculine. Il est également entraîneur de l'équipe de France lorsqu'elle joue ses premiers matchs à compter de 1946.
En 1941, il est le cofondateur de la Fédération française de handball, il prend alors la tête de la commission technique. En 1946, il devient membre de la commission technique de la nouvellement créée Fédération internationale de handball, son mandat étant renouvelé jusqu'en 1972. En 1966, il quitte son poste d'enseignant à l'École normale d'éducation physique pour devenir directeur technique national de la Fédération française de handball, poste qu'il occupe jusqu'à sa retraite en 1972.